# Distância própria
Em física relativística, distância própria ou comprimento próprio é uma grandeza invariante a qual é a "régua" das distâncias entre intervalos eventos em um sistema referencial no qual os eventos são simultâneos. (Diferentemente da mecânica clássica, simultaneidade é relativa em relatividade. Ver relatividade da simultaneidade para mais informação).
Em relatividade especial, a distância própria L entre eventos no espaço-tempo é
{\displaystyle L={\sqrt {\Delta x^{2}+\Delta y^{2}+\Delta z^{2}-c^{2}\Delta t^{2}}}},
onde 
- t são as coordenadas temporais dos eventos para um observador,
- x, y, e z são as coordenadas lineares, ortogonais, espaciais dos eventos para o mesmo observador,
- c é a velocidade da luz, e
- Δ estabelecido para "diferença entre".

Ao longo de um intervalo espaço-tempo arbitrário a caminho P tanto na relatividade especial quanto na relatividade geral, a distância própria é dada em sintaxe de tensor pela integral de linha
{\displaystyle L=c\int _{P}{\sqrt {-g_{\mu \nu }dx^{\mu }dx^{\nu }}}},
onde
- gμν é o tensor métrico para o mapeamento do corrente espaço-tempo e coordenadas,
- dxμ é a separação em coodenadas entre eventos da vizinhança ao longo da cadeia P,
- a +--- assinatura métrica é usada, e
- gμν será normalizada para voltar-se a um tempo em vez de uma distância1.

Distância própria é análoga ao tempo próprio. A diferença é que a distância própria é o intervalo invariante de uma cadeia de intervalo espaço-tempo enquanto tempo próprio é o intervalo invariantede um tempo no espaço-tempo. Para mais informaçao sobre a integral da cadeia acima e exemplos de suas aplicações, ver o artigo sobre tempo próprio.